# Arkadi Tseitlin
Arkadi Aleksándrovich Tseitlin (en ruso Аркадий Александрович Цейтлин; nacido el 31 de agosto de 1956 en Moscú) es un físico teórico soviético, ruso y británico. Es uno de los principales expertos mundiales en teoría de supercuerdas y en la correspondencia AdS/CFT.
En 1979 se graduó en la Universidad Estatal de Moscú, donde se había matriculado en 1974. Desde 1981 a 1984 se dedicó al estudio para su doctorado en Física, en el Instituto Lébedev de Física, bajo la supervisión de Efim Fradkin, su mentor y experto en la teoría de campos cuánticos, la aplicación de la mecánica estadística a la mecánica cuántica, y técnicas de diagramas. Al terminar su doctorado se unió al personal investigador en el Instituto Lébedev de Física.
En 1992 comenzó a trabajar en el Imperial College de Londres, donde ha sido profesor desde entonces.
Entre sus contribuciones se encuentran las relacionadas con los fundamentos y el desarrollo de la teoría de cuerdas moderna. En particular, él junto con E. S. Fradkin, desarrollaron la aproximación del modelo-sigma para las dinámicas de la teoría de cuerdas en el espacio-tiempo curvado, y estableció el papel central la acción Dirac-Born-Infeld (acción-DBI) del modelo DBI, en la teoría de cuerdas abierta.